# Seh-Dong-Hong-Beh
Seh-Dong-Hong-Beh (ce qui signifie "Dieu dit la Vérité") était une cheffe des Amazones du Dahomey. En 1851, elle dirigea une armée entièrement féminine composée de 6 000 combattantes contre la forteresse Egba de Abeokuta,,,,,,,,.